# Bleach bypass
Il Bleach bypass è un procedimento di sviluppo della pellicola cinematografica a colori.
Si ottiene non eseguendo il passaggio di bleaching (in italiano: "sbianca"), dopo la fase di "rivelazione" che ha trasformato gli alogenuri esposti alla luce in argento metallico e generato contemporaneamente i pigmenti colorati. In questo modo, i cristalli d'argento, che andrebbero sciolti nel bagno di sbianca, restano nello strato di gelatina della pellicola. 
Questa tecnica consente di ottenere un maggiore contrasto, a scapito della saturazione dei colori, generando un'immagine di aspetto "anticato" od "onirico".
Nato negli anni sessanta, è stato via via più impiegato: ad esempio, in Orwell 1984, Salvate il soldato Ryan, Minority Report, Seven e  300.
Più marginale è il suo utilizzo in campo fotografico.